# Nicola da Guardiagrele

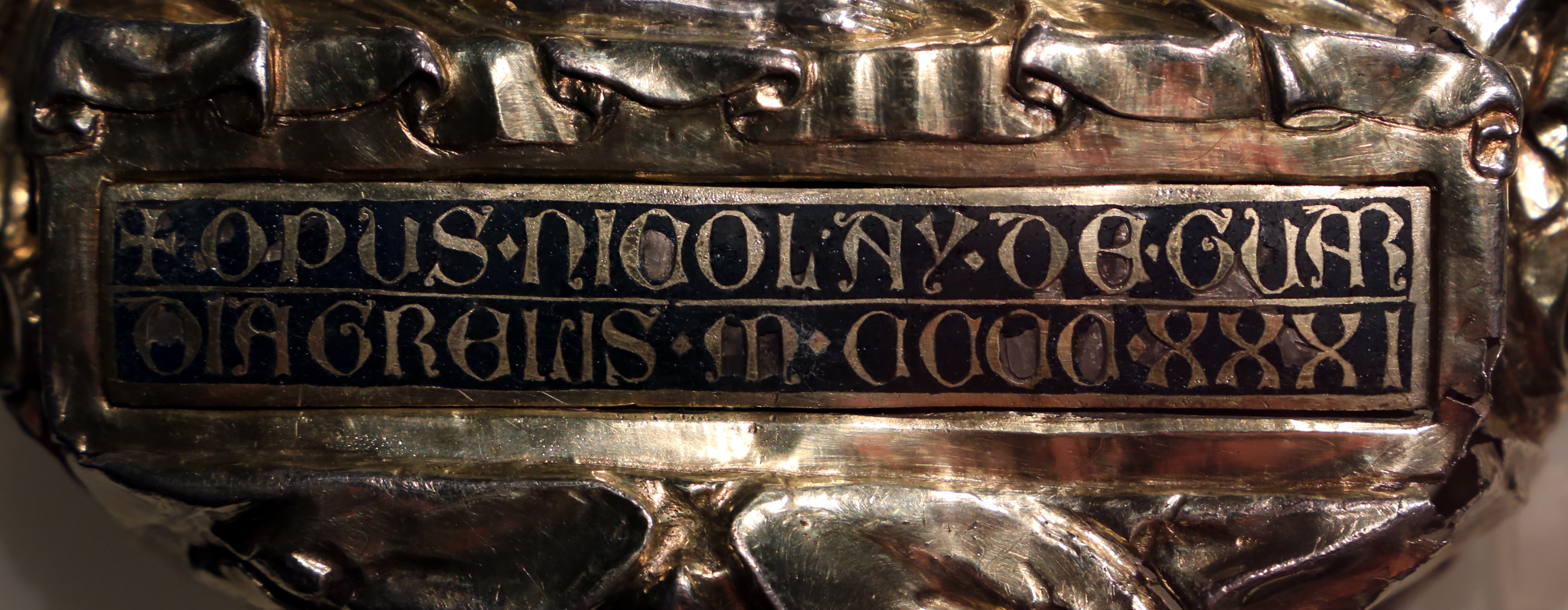
Firma sulla croce processionale di Guardiagrele, al Museo del Duomo.

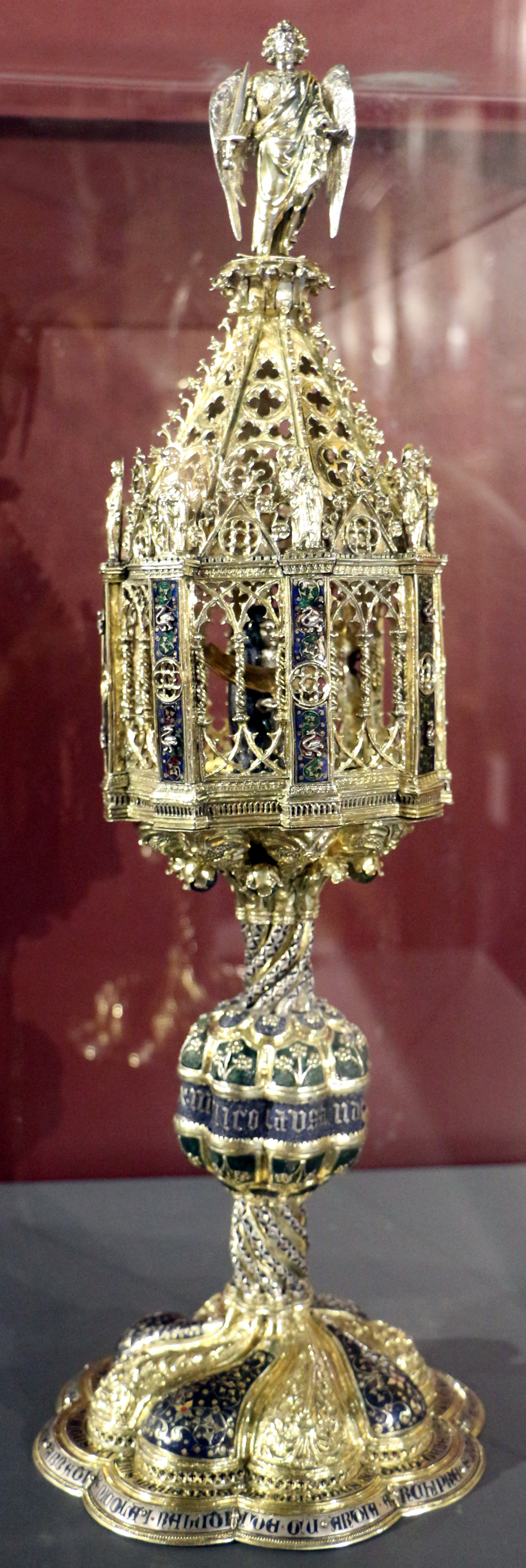
Nicola da Guardiagrele, Ostensorio (1413; Francavilla al Mare, chiesa di San Franco).

Nicola da Guardiagrele, noto anche come Nicola Gallucci, o Nicola di Andrea di Pasquale, in documenti notarili (Guardiagrele, 1º marzo 1385 – Guardiagrele, 4 marzo 1462 circa), è stato un orafo, scultore e pittore italiano.

## Biografia
Il curato guardiese don Filippo Ferrari asserisce che Magister Nicolaus, figlio dello scultore Andrea, avesse il cognome Gallucci; altri storici locali come Giuseppe Iezzi sostengono che Nicola avesse una bottega tutta sua a Guardiagrele, come testimoniato da un manoscritto dell'Antinori; tuttavia già lo storico Damiano Venanzio Fucinese ha messo in discussione queste tesi, dimostrando come Nicola non si fosse mai firmato con questo cognome, e di come gli storici locali spesso e volentieri si fossero abbandonati a questioni di campanile e falsificazioni; sicché la critica accetta oggi il termine "Nicola da Guardiagrele".

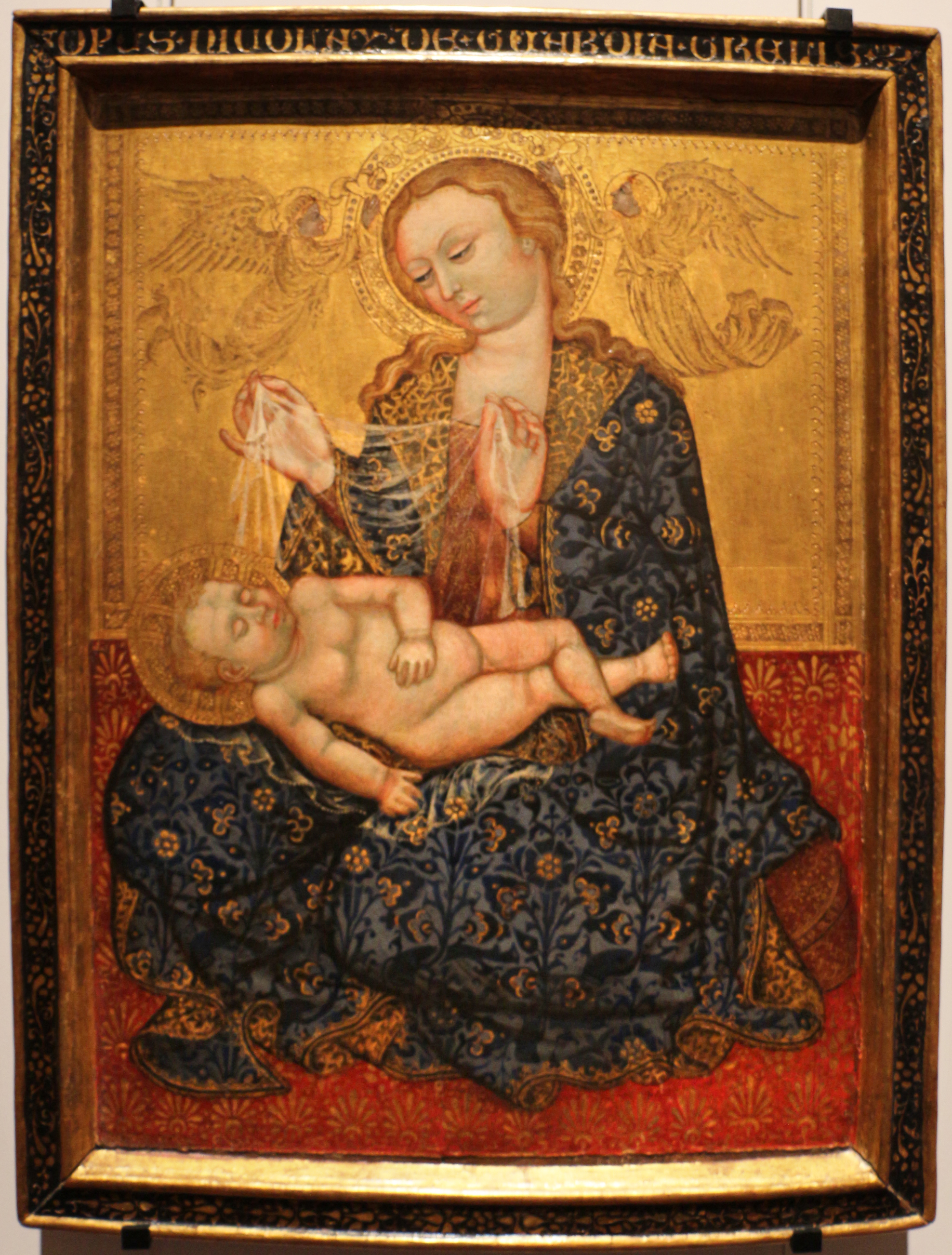
Nicola da Guardiagrele, "Madonna dell'umiltà",1415-20 ca., Museo degli Uffizi, Firenze

Subì principalmente l'influenza del gotico e della scuola toscana del Ghiberti.
Si dedicò quasi esclusivamente all'oreficeria, in questo campo ha firmato (e datato) ostensori, croci processionali, busti-reliquiario, paliotti d'altare; tuttavia a lui sono attribuite numerose sculture e un dipinto su tavola.
In collaborazione con Paolo Romano e con Pietro Paolo da Todi aveva realizzato i dodici apostoli d'argento che si trovavano sopra l'altare della cappella papale prima del sacco di Roma del 6 maggio 1527.
Nicola da Guardiagrele si dedicò anche alla miniatura e alla pittura, come dimostrano un libro di preghiere risalente al 1420 circa conservato nel Museo Condé, nello Chateau de Chantilly e la Madonna dell'umiltà nella Galleria degli Uffizi a Firenze.
Per quanto riguarda le sculture in pietra e in marmo è più problematica l'attribuzione alla mano del maestro, piuttosto che a quelle degli allievi della sua bottega. Una sua Annunciazione si trova al Bargello di Firenze.

## Stile artistico di Nicola da Guardiagrele
L'opera di Nicola appare molto vasta e sfaccettata tanto che nel gotico abruzzese, al pari dell'opera di Francesco Petrini per quanto riguarda la scultura, può considerarsi un caso a sé stante, dove senza ombra di dubbio ci si trova sempre di fronte alla piena maturità dell'artista nella sapiente mescolanza delle varie sfaccettature dello stile nell'opera finale.

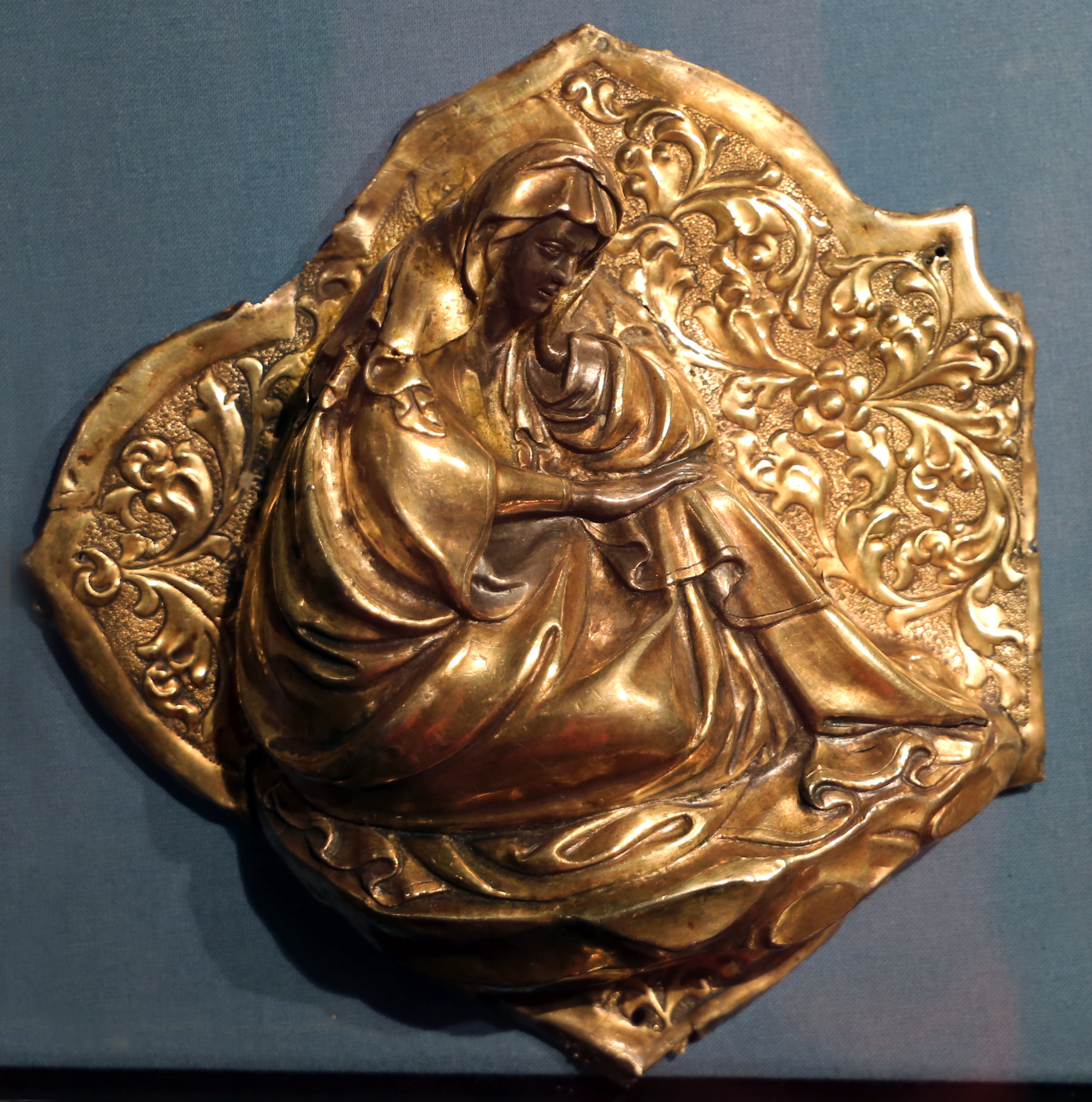
Frammento della croce di Santa Maria Maggiore di Guardiagrele (1431): la Madonna Addolorata.

La sua opera può essere suddivisa in tre periodi stilistici, il primo precedente al viaggio a Firenze in cui spunti personali e innovativi si mescolano con la tradizione sulmonese, il secondo periodo coincidente con il viaggio fiorentino e un sostanziale cambio del linguaggio in direzione del ghibertinismo, e il terzo periodo delle opere mature, influenzate fortemente dal Ghiberti, ma anche dal primo gotico abruzzese.
Il primo lavoro di Nicola da Guardiagrele anche se non è firmato può essere il nodo di croce di Roccaspinalveti, al quale viene collegata la croce astile della stessa parrocchia di San Michele. Questi due manufatti sono inquadrabili nella produzione sulmonese del XIV-XV secolo, soprattutto per i dettagli iconografici che mostrano ancora scarsi elementi di novità rispetto ai manufatti dell'area geografica vastese. Il nodo infatti è decorato da castoni a gocce con smalti traslucidi perfettamente inquadrabili nella produzione orafa di Ciccarello da Bentenvenga, mentre la croce astile riporta l'iconografia della Crocifissione sul fronte e la Maiestas Domini sul retro. Tuttavia le prime tracce di perfezionismo e innovazione si intravedono nel carattere delle iscrizioni, e nella resa dei panneggi e dei volti.

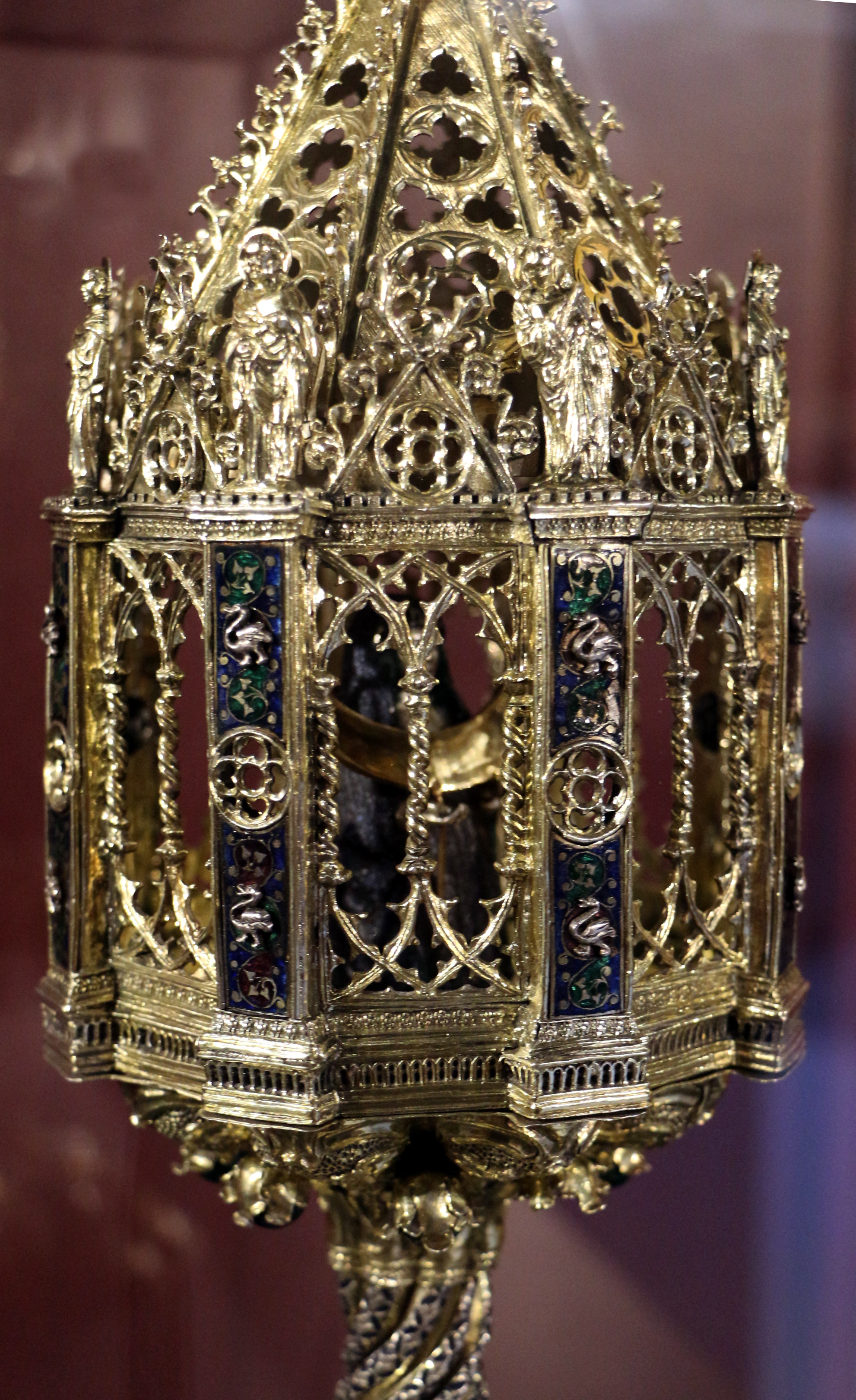
Ostensorio di Francavilla al Mare.

Analogamente anche gli ostensori della parrocchia di Santa Maria Maggiore di Francavilla al Mare e del Duomo di San Leucio ad Atessa (1413 e 1418) si riferiscono a questa prima fase artistica, in bilico tra tradizione e innovazione. Infatti sebbene Nicola per la realizzazione avesse ripreso la tipologia del tabernacolo architettonico, utilizzata a mo' di reliquiario, nella tipologia del tempietto poligonale agli apportò sostanziali modifiche e personalizzazioni al prototipo classico. Le microarchitetture non sono utilizzate per ospitare le reliquie, ma le ostie, creando una tipologia insolita fino ad allora, in secondo luogo si riscontra negli ostensori un uso degli elementi architettonici, usati per una decorazione fine a sé stessa, volutamente realizzate per creare giochi stilistici e meraviglia. Le finestre del tempietto ottagono di Francavilla, con i trafori che si ripetono speculari in basso, secondo un modello dell'architettura reale non avrebbe applicazione o i contrafforti rampanti del tempietto più piccolo di Atessa, montati al contrario rispetto a come dovrebbero essere in realtà.
Insomma Nicola si avvicinò molto più al gotico europeo tradizionale, osando nella realizzazione geometrica delle decorazioni fiabesche, discostandosi da subito dall'interpretazione abruzzese sobria e composita dello stile. Il repertorio usato da Nicola denuncia l'influsso di stili non presenti in Abruzzo, forse appunto per alcuni viaggi a Venezia o a Firenze, o per aver preso contatti con maestranze esterne. L'uso dell'arco inflesso trilobato arrivò in Abruzzo con il cantiere di Santa Maria di Collemaggio, che infatti lo ripropone nei due rosoni minori di facciata. Nicola se n'avvide, tanto che utilizzò fini baccellature sul piede degli ostensori, ispirandosi forse al vasellame domestico e non a quello sacro, applicando decorazioni a smalto, ovvero lo champlevé, l'émail de plique, e una variazione del cloisonné con filigrane.
Nella successiva realizzazione della croce di Santa Maria Maggiore a Lanciano (1422) il linguaggio sembra approfondire le esperienze sulmonesi in vista di una personalizzazione della sua arte. Una tendenza già in atto nelle croci abruzzesi del XIV secolo era l'ampliare le scene secondarie ai lati del Crocifisso in senso narrativo, sostituendo ai soli dolenti il Deliquio della Vergine e San Giovanni Tra Longino, Nicodemo e Giuseppe d'Arimatea, mentre al di sopra e al di sotto del Crocifisso gli animali simbolici o allegorie come il teschio d'Adamo, della Resurrezione, e della Deposizione. Nicola seguì questo modello, realizzando nelle lobature della croce lancianese dei gruppi statuari in miniatura, realizzati con forte aggetto dal fondo e con monumentalità plastica, staccandosi completamente dalla scuola di Sulmona. Vistose affinità sono state riscontrate tra l'opera di Nicola e gli affreschi nella chiesa di San Silvestro a L'Aquila, tradizionalmente attribuiti al Maestro di Beffi, ma sicuramente anche a Francesco di Montereale e a Silvestro di Giacomo da Sulmona (XV secolo). Forse, come nel caso di Collemaggio, Nicola rimase colpito dagli affreschi, dalle forme slanciate, dai voli aggraziati degli angeli, dalle pieghe e dai panneggi lumeggiati dei personaggi.
La croce di Santa Maria Maggiore, forse anche per volere della committenza in quanto all'epoca era la cattedrale di Lanciano, soprattutto nel rovescio rappresenta molte innovazioni della scultura gotica abruzzese, insieme con il Cristo benedicente gli Apostoli evangelisti sono realizzati a smalto, affiancati da un ciclo mariologico con l'Annunciazione, Incoronazione e Dormitio Virginis: le prime tre scene sono inserite in piccoli baldacchini gotici, che richiamano le architetture di Francavilla e Atessa.

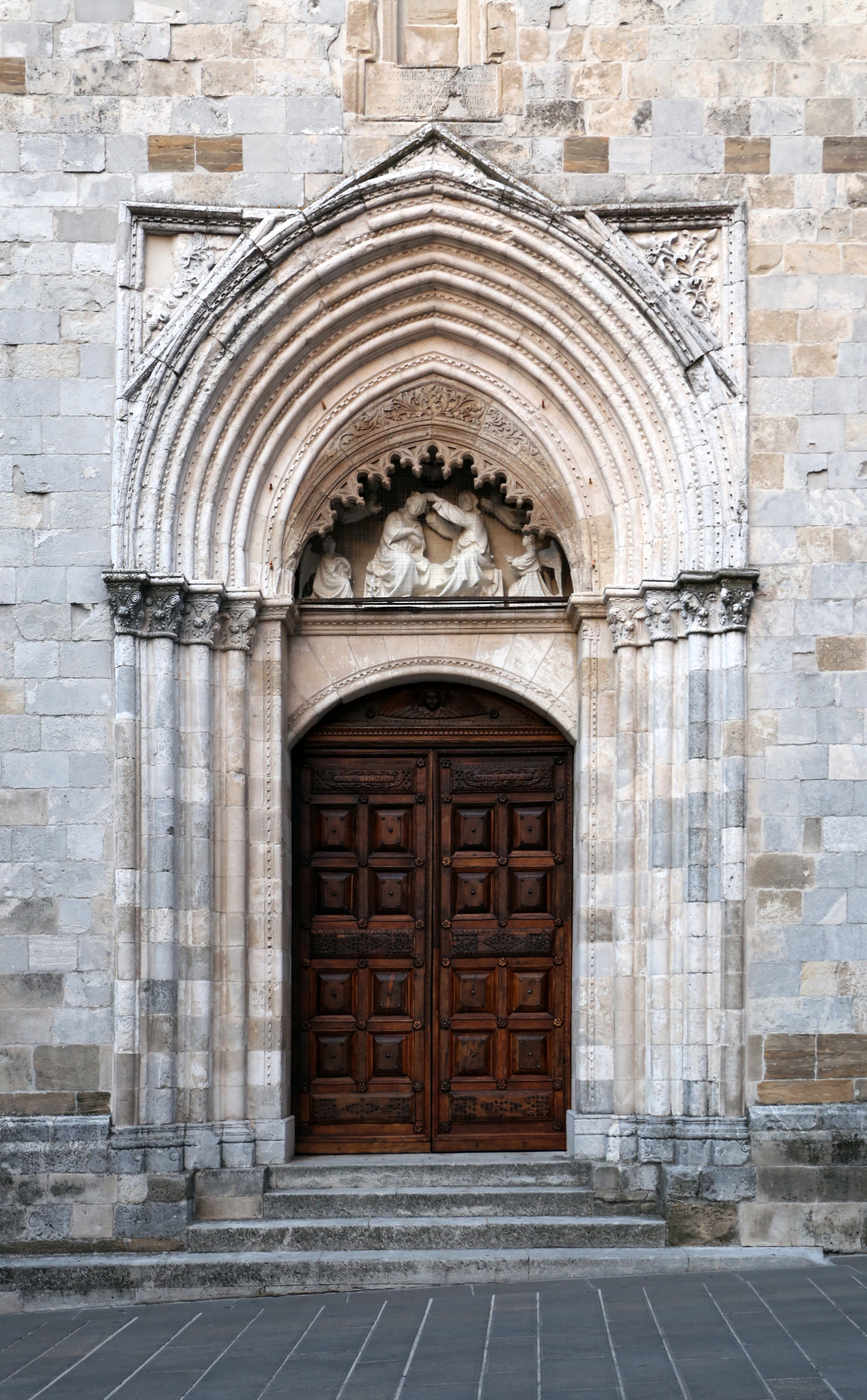
Portale della Cattedrale di Santa Maria Maggiore a Guardiagrele, con la copia del gruppo scultoreo dell'Annunciazione (l'originale è nel Museo del Duomo).

Nel decennio tra il 1423 e il 1431 dovette realizzarsi il soggiorno fiorentino, poiché nelle opere successive di Nicola, a parte il silenzio artistico, grandi novità vennero introdotte nei suoi lavori maturi, tra cui l'Antependium del Duomo di Teramo. Forse Nicola andò a Firenze per studiare la realizzazione del battistero di San Giovanni del Ghiberti, visto che il suo influsso è molto presente nelle opere nicoliane, specialmente per il paliotto di Teramo. Di quest'epoca sono sei altorilievi in pietra provenienti dalla casa di Teofilo Patini a Castel di Sangro, conservati poi nel Museo dell'Opera del Duomo di Firenze. Essi raffigurano scene di vita di Cristo, e forse in totale erano 19. Con l'influenza fiorentina, incominciò per Nicola il periodo dello "stile dolce" delle croci di Guardiagrele, della Cattedrale di San Massimo a L'Aquila e di San Nicola a Monticchio, insieme con la pluralità di mani, perché Nicola aveva comunque una sua bottega, fatto ben visibile pur sotto al sorveglianza del maestro. Dalla croce di Monticchio incomincia a farsi strada nella maniera di Nicola l'ultima variazione stilistica nel senso di un'estetica più mossa e tormentata e una lavorazione sempre più minuziosa, realizzata su lamine più leggere e flessibili.
Riflessioni particolari meritano le ultime tre croci di Sant'Agostino a Lanciano (oggi nel museo civico diocesano), quella della chiesa di Santa Maria di Antrodoco e l'ultima del 1451 nella Basilica di San Giovanni in Laterano a Roma. La croce di Sant'Agostino a Lanciano e di San Nicola a Monticchio non sono datate, e sono ritenute successive all'Antependium teramano per la forte vicinanza con smalti delle croci a quelli del paliotto, ma stranamente sono caratterizzate da arcaismi, recuperi sulmonesi e singolarità iconografiche: asprezze anatomiche, spasmi nei volti, la riproposta delle aquile e serpi attorcigliate su sé stesse, raffigurazioni della Pietà al posto del più canonico seppellimento di Gesù.

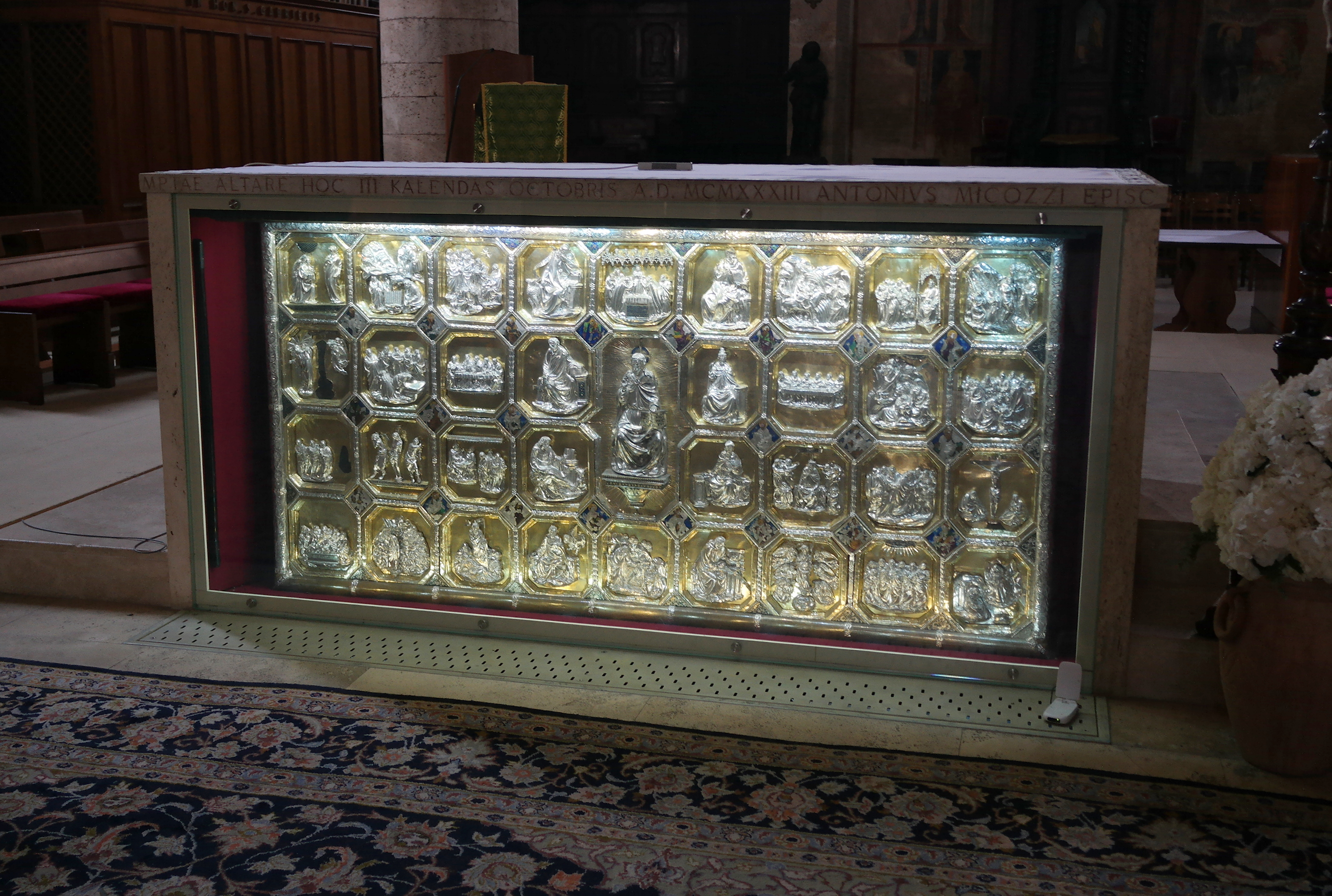
Il paliotto del Duomo di Teramo.

L'Antependium teramano fu realizzato dal 1433 al 1448, composto da lamine d'argento parzialmente dorate e applicate su una tavola lignea posta come rivestimento del frontale dell'altare. Esso è composto da quattro file sovrapposte di 9 formelle ciascuna, eccezion fatta per le due file intermedie in cui le 2 formelle centrali sono riunite in un unico riquadro verticale con la figura del Redentore benedicente in trono, per un totale di 35 scene. Vanno aggiunte a esse 22 piccole losanghe figurate in smalto traslucido inserite negli spazi di contatto tra le formelle a ottagono irregolare e 26 triangolini con decorazioni floreali in smalto champlevé poste nei vuoti lungo la cornice sterna. Le 35 formelle illustrano un ciclo di carattere cristologico con scene di vita e passione di Gesù, con la sola ultima formella ritraente le stimmate di San Francesco.
In quest'ottica va inserita anche la croce di San Giovanni in Laterano, una sorta di summa dell'orafo guardiese, purtroppo compromessa da spoliazioni e operazioni di restauro che hanno alterato l'aspetto originale. Sul diritto torna la presenza degli animali simbolici del pellicano e l'aquila, come il teschio d'Adamo sotto il Crocifisso, mentre sulla traversa orizzontale accanto agli angeli si trovano i gruppi narrativi pieni di pathos, attorno a San Giovanni e all'Addolorata.
Di recente è stata rinvenuta la Croce astile del Duomo di Santa Maria Maggiore in Guardiagrele, che era stata trafugata e smembrata, poi ricomposta e conservata nel Museo civico diocesano del Duomo. A Nicola da Guardiagrele in Abruzzo sono intitolati lo slargo del portico meridionale del Duomo di Guardiagrele con l'affresco di San Cristoforo, e una via di Chieti, presso la chiesa di Sant'Antonio Abate. 

### Opere

#### Oreficeria

Paliotto del Duomo di Teramo

- Ostensorio di Francavilla, argento dorato, sbalzato, cesellato e smalto champlevé, 1413; Francavilla al Mare, chiesa di Santa Maria Maggiore (detta San Franco).

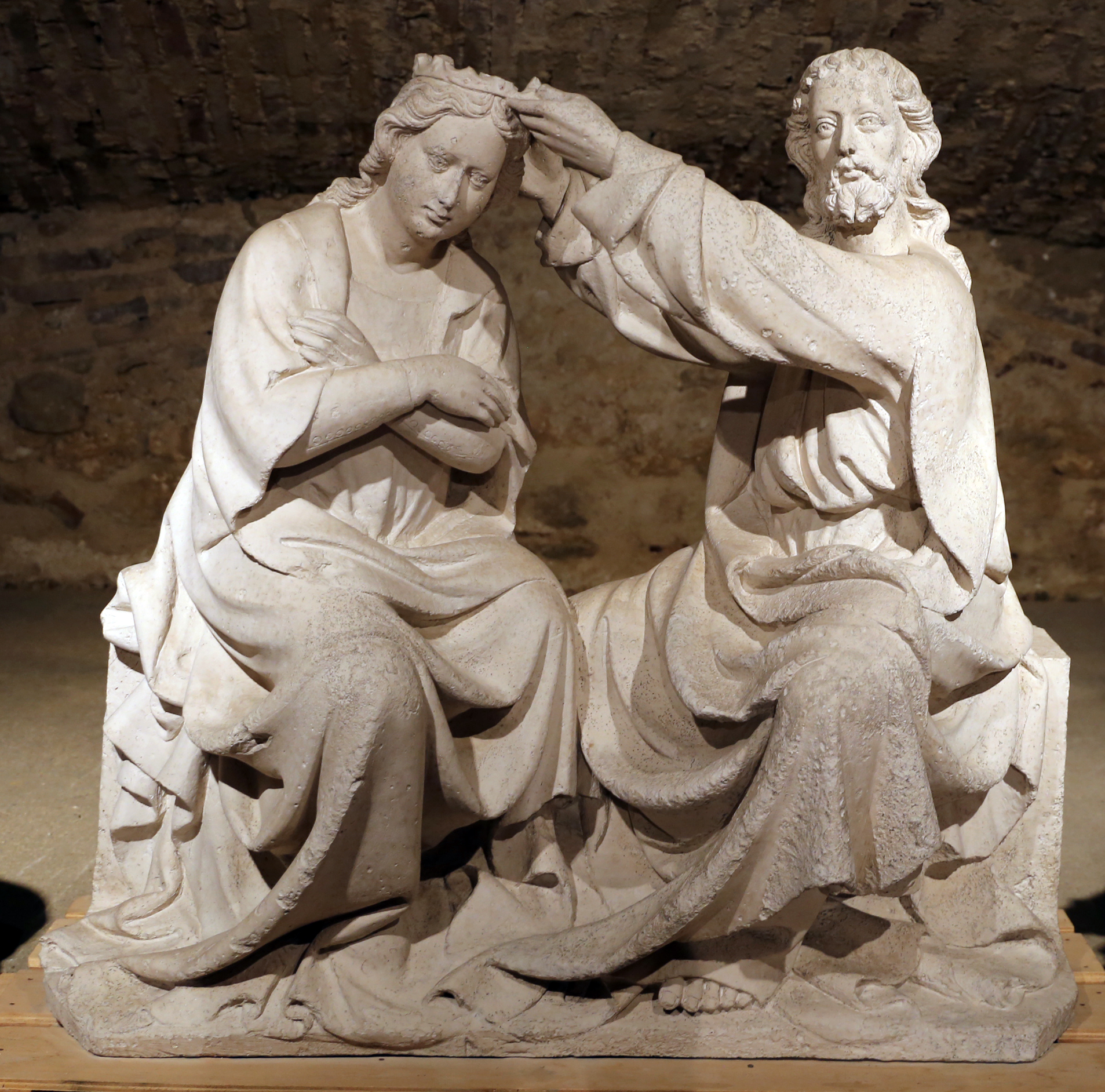
Gruppo dell'Incoronazione di Maria Regina dei Cieli, dal Duomo di Guardiagrele, Museo del duomo

- Ostensorio di Atessa, argento sbalzato e cesellato, smalto champlevé, traslucido e filigranato, 1418; Atessa, Tesoro di San Leucio, proveniente dalla Cattedrale di San Leucio ad Atessa.
- Croce di Roccaspinalveti, 1420 circa, proveniente dalla chiesa di San Michele a Roccaspinalveti:
- Nodo, rame dorato, sbalzato, cesellato, smalto champlevé; L'Aquila, Museo Nazionale d'Abruzzo.
- Croce, argento dorato, sbalzato, inciso e rame dorato e traforato; Roccaspinalveti, chiesa di San Michele.
- Croce di Sant'Agostino, legno, argento sbalzato, cesellato, inciso, bulinato, dorato, fuso, smalto champlevé e traslucido e rame dorato, sbalzato, cesellato, 1420-1422; Museo diocesano di Lanciano, proveniente dalla chiesa di Sant'Agostino a Lanciano.
- Croce di Santa Maria Maggiore, legno, argento fuso, sbalzato, cesellato, inciso, traforato, bulinato, dorato, rame dorato, smalto champlevé e traslucido, 1422; Lanciano, chiesa di Santa Maria Maggiore.
- Croce di Guardiagrele, legno, argento dorato, sbalzato, cesellato, rame traforato e dorato e smalto champlevé, filigranato e traslucido, 1431; Museo del Duomo di Guardiagrele, proveniente dal Duomo di Guardiagrele.
- Paliotto del Duomo di Teramo, legno, argento dorato, sbalzato, cesellato, filigranato, inciso, puntinato e smalto champlevé, traslucido e filigranato, 1433- 1448 (aiuti di bottega).
- Croce processionale, argento sbalzato, cesellato, bulinato, filigranato, parzialmente dorato, smalto champlevé e traslucido e rame traforato e dorato, 1434; L'Aquila, Museo Nazionale d'Abruzzo, proveniente dal Duomo dell'Aquila.
- Croce di Monticchio, argento sbalzato, cesellato, bulinato, filigranato, parzialmente dorato, smalto champlevé e filigranato e rame dorato e traforato, 1436; L'Aquila, Curia Arcivescovile, proveniente dalla chiesa di San Nicola a Monticchio (AQ).
- Croce di Mutignano, argendo dorato, sbalzato, cesellato, filigranato e smalto champlevé e traslucido, 1443- 1444; Mutignano, frazione di Pineto, chiesa di Sant'Ilario.
- Croce di Antrodoco, argento dorato e rame traforato, 1445- 1450; Antrodoco, Collegiata dell'Assunta.
- Calice Valignani, argento e oro, smalto champlevé e filigranato, 1450 circa (aiuti di bottega); Chieti, Tesoro di San Giustino, proveniente dalla Cattedrale di San Giustino a Chieti.
- Croce del Laterano, argento sbalzato, dorato, cesellato, smalto champlevé e rame dorato, traforato e inciso, 1451; Roma, Basilica di San Giovanni in Laterano.
- Busto di San Giustino, argento dorato, oro e rame, 1455 (ritocchi del 1716); Chieti, Cattedrale di San Giustino (rubato nel 1982[7]).

#### Scultura
- Incoronazione della Vergine, pietra bianca della Maiella, 1430 circa; Museo del Duomo di Guardiagrele, proveniente dal Duomo di Guardiagrele.
- Due angeli inginocchiati, pietra bianca della Maiella, 1430 circa; Museo del Duomo di Guardiagrele, provenienti dal Duomo di Guardiagrele.
- Angelo nunziante, pietra, 1430-1440; Duomo di Teramo.
- Vergine annunciata, pietra, 1430-1440; Duomo di Teramo.
- Decorazioni floreali, pietra (della Maiella?), 1452-1453 (?); Firenze, Museo dell'Opera del Duomo, provenienti dalla casa natale di Teofilo Patini a Castel di Sangro.
- Annunciazione, marmo, 1455 circa; Firenze, Museo del Bargello, proveniente dalla Basilica di Santa Maria Assunta (Castel di Sangro).

#### Miniatura
- Libro d'ore, 1420 circa; Chantilly, Museo Condé.

#### Pittura
- Madonna dell'Umiltà, tempera su tavola, 1420- 1430 circa; Firenze, Galleria degli Uffizi.

#### Opere perdute
- Cappella del Santissimo Sacramento, marmo e pietra bianca della Maiella, 1459- 1460 (aiuti di bottega); Ascoli Piceno, Cattedrale di Sant'Emidio.
- Croce processionale, 1432; Guardiagrele, chiesa di San Francesco (?)
- Croce processionale, 1440 circa; Atri, chiesa di San Liberatore (Cappella dei Caduti).
- Libro d'Ore del duca di Atri, 1445 circa; Atri.
- " Pace di Gesù Crocifisso" 1440 circa; Castel Frentano, chiesa parrocchiale di Santo Stefano Protomartire.

### Mostre
- Nicola da Guardiagrele. Orafo tra Medioevo e Rinascimento. Le opere – I restauri
  - Museo della Basilica papale di Santa Maria Maggiore di Roma dal 28 ottobre all'8 dicembre 2008;
  - Museo Archeologico Nazionale di Villa Frigerj di Chieti dal 18 dicembre 2008 al 1º febbraio 2009;
  - Museo Nazionale d'Abruzzo, L'Aquila - Castello Cinquecentesco dal 7 febbraio 2009 al 30 marzo 2009.